# Yachad (organización)
Yachad, el consejo nacional judío para personas con discapacidades (en inglés: Yachad, the National Jewish Council for Disabilities) es una organización nacional que atiende las necesidades de las personas judías con discapacidades y hace posible su integración en la vida judía.

## Política
Yachad tiene una política inclusiva que tiene como objetivo dar a las personas con discapacidad la oportunidad de tener un lugar en la comunidad judía, y ayuda a educar y abogar por una comprensión, aceptación, alcance, una mejor actitud hacia las personas con habilidades diversas.

## Programas
El programa Our Way incluye a las personas con problemas de audición y personas sordas y ciegas. Los Shabbatones son unos retiros de fin de semana inclusivos, donde los miembros de Yachad pueden estar juntos con un grupo de compañeros. Las escuelas IVDU ofrecen a los estudiantes con necesidades especiales una comprensión y un fondo educativo enriquecedor.

## Servicios
Yachad ofrece varios servicios clínicos para personas con discapacidades. La organización ofrece orientación personalizada y apoyo para las familias, los hermanos y los padres.